# Blood of Redemption
Blood of Redemption (Brasil: Acerto de Contas ) é um filme de ação de suspense policial estadunidense de 2013 dirigido por Giorgio Serafini e Shawn Sourgose. O filme foi lançado diretamente em DVD e Blu-ray nos Estados Unidos e Canadá em 24 de setembro de 2013. O filme é estrelado por Dolph Lundgren, Billy Zane, Gianni Capaldi, Vinnie Jones e Robert Davi.

## Sinopse
Quinn (Billy Zane) é filho de um mafioso famoso e poderoso. No decorrer de uma noite, ele perde tudo. Traído por alguém de seu círculo íntimo, Quinn é incriminado e preso. Seu pai (o patriarca do império criminoso) é assassinado e seu irmão suspeita que ele está por trás de tudo. Quando ele é libertado da prisão, ele tenta escapar dos fantasmas de seu passado, mas isso se torna uma tarefa impossível. Campbell (Vinnie Jones) é o novo líder implacável da "The Company", e ele não vai deixar Quinn viver em paz. Então, ao invés de escapar deles, Quinn começa a lutar. Ele une forças com seu ex-capanga e amigo, o sueco (Dolph Lundgren), e também enfrenta seus inimigos de frente.

## Lançamento
A Entertainment One Films lançou o DVD e Blu-ray em 24 de setembro de 2011, nos Estados Unidos e Canadá.

## Recepção crítica
Nav Qateel da revista Influx deu ao filme uma classificação C+ e chamou-o de "prazer culpado". Ian Jane do DVD Talk avaliou com 2/5 estrelas e escreveu que o filme não atinge seu potencial como um divertido filme B. David Johnson, do DVD Verdict, escreveu: "Embora Blood of Redemption não seja constrangedoramente terrível, ele deixa muito a desejar como um suspense policial, sobrecarregado por uma narrativa desajeitada, atuação indiferente e reviravoltas insatisfatórias. Como um filme de ação, é ainda mais desejoso".